# Andreas Moser (Schriftsteller)

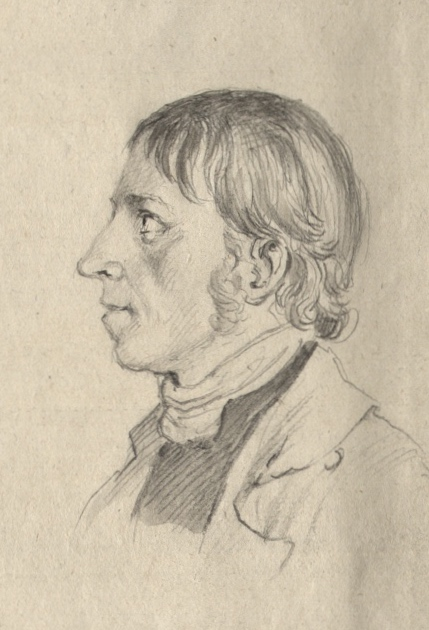
Johann Ulrich Schellenberg (1773–1838): Andreas Moser, 1800.

Andreas Moser (getauft am 22. November 1766 in Landshut; † Anfang 1806, angeblich in Linz) war ein bayerischer Schriftsteller und Pädagoge, der in der Monarchie des Hauses Österreich und in der Helvetischen Republik tätig war. Sein Hauptwerk Gesunder Menschenverstand über die Kunst Völker zu beglücken erschien 1800 in St. Gallen. Moser sollte Nachfolger Johann Heinrich Pestalozzis als Waisenvater in Stans werden und war an der Gründung der Kantonsschule in Aarau beteiligt, wo er den ältesten Turnplatz der Schweiz schuf. Am Vorabend der Konterrevolution von 1802 (Stecklikrieg) wurde er als angeblicher Illuminat zur Zielscheibe einer Hetzkampagne. Sein weiteres Schicksal ist nur in Ansätzen bekannt.

## Aus dem Kloster in die Türkei
Mosers Vater Jakob war ein Bauernsohn aus Dessing (Gemeinde Kumhausen), der als Zimmermann das Bürgerrecht von Landshut erworben hatte, die Mutter Ursula Oberhofer die Tochter eines Beisitzers (Hintersassen) und Tagwerkers (Tagelöhners). Der junge Moser wurde Mönch. Dies ermöglichte ihm, in seiner Vaterstadt oder in München das Gymnasium zu besuchen. Dann bezog er die Universität Ingolstadt, wo nach dem Verbot des Illuminatenordens im Jahr 1785 wieder der Geist der Inquisition herrschte. 1787/88 war Moser Kandidat der Theologie. 1790 finden wir ihn an der Juristischen Fakultät. In der Zwischenzeit hatte er offensichtlich mit der Kirche gebrochen. Während einer zehn- bis zwölfjährigen Wanderschaft gelangte er anschließend bis in die Türkei (bzw. die türkischen Vasallenstaaten Moldau und Walachei). Später bekundete er Polen und Juden seine Sympathie. Er beklagte die „orientalische Grausamkeit“ gegenüber den Untertanen, wie er sie in der Türkei, im geteilten Polen und in Ungarn erlebt hatte. Auch verurteilte er von den Russen begangene Kriegsverbrechen.

## Ein verkapptes Revolutionsstück

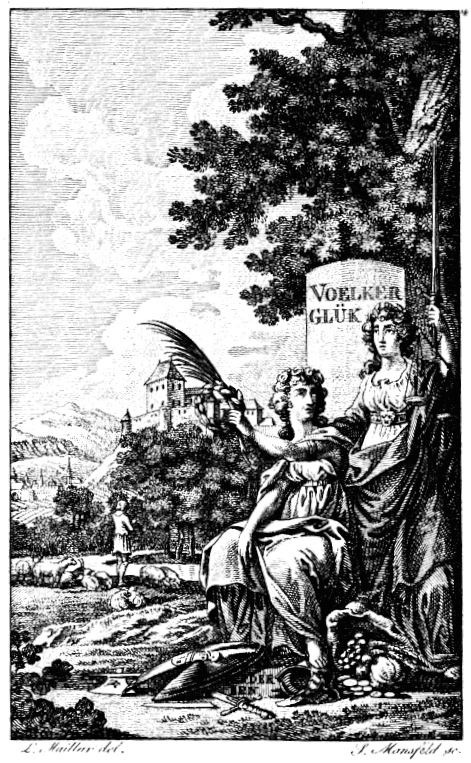
Titelkupfer zu Andreas Moser: Karoline von Sonneburg. Wien 1797.

Ab 1793 lebte Moser in Wien. Er muss Kenntnisse im Umgang mit Firnissen und Farben mitgebracht haben, veröffentlichte er dort doch ein Buch für Handwerker, das entsprechende Rezepte enthält. Obwohl von Rezensenten negativ beurteilt, erlebte es mehrere Auflagen. Sein Brot verdiente Moser als Hauslehrer. In der Folge war er Verwalter auf Schloss Schwarzenau in Niederösterreich. Sein Arbeitgeber Vinzenz Graf Strassoldo leitete als Obersthofmeister die Erziehung einer jungen Schwester des Kaisers, Erzherzogin Maria Amalia (1780–1798). In dieser Zeit verfasste Moser das verkappte Revolutionsstück Karoline von Sonneburg. Es handelt von der Liebe zwischen einer Adligen und einem Verwalter und konfrontiert ein ländliches Arkadien mit der Residenzstadt, „wo die Natur eine Larve trägt, und Wahrheit Sünde ist“. Die Titelheldin sagt einer Hofschranze, die es auf ihre Unschuld abgesehen hat: „Tugend giebt jedem Verhältnisse Gleichheit, jedem Achtung, aber auch das Laster jedem Stande Verachtung (…)“

## Redaktor desHelvetischen Volksfreunds

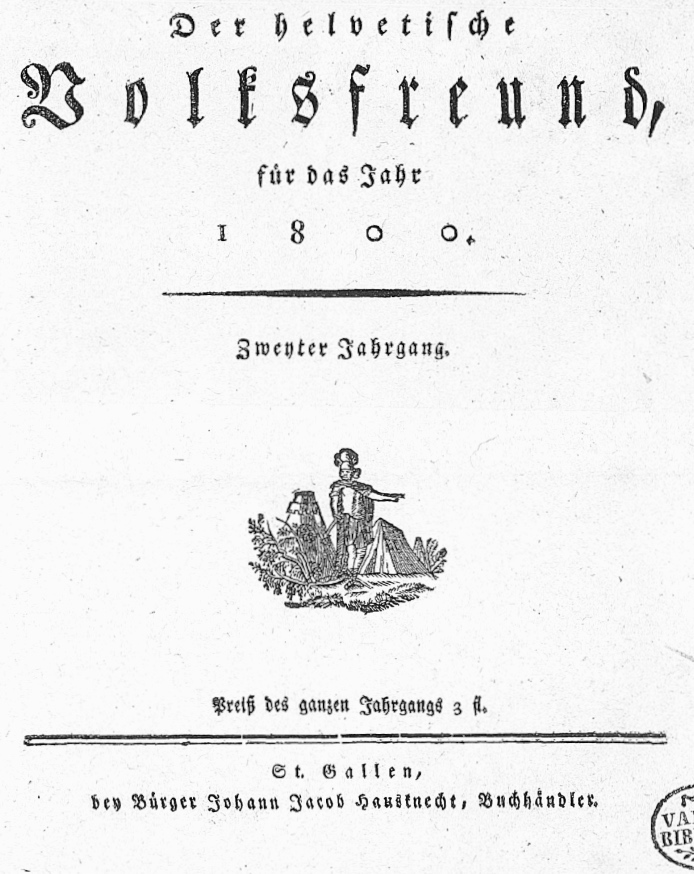
Der helvetische Volksfreund. 2. Jahrgang, St. Gallen 1800.

1797 hielt Moser sich vermutlich in Czernowitz, der Hauptstadt der Bukowina, auf. Im von Frankreich annektierten Mainz suchte er vergeblich eine Beschäftigung. Nach der Helvetischen Revolution wurde er 1798 Hauslehrer beim Indiennefabrikanten Johann Georg Tschanz in Kirchberg bei Burgdorf (Emmental). 1799 beteiligte er sich an einer Umfrage, die Philipp Albert Stapfer unter Künstlern – im damaligen, weiteren Sinn des Wortes – durchführte, wobei er sich als „Kunstdrechsler“ bezeichnete. Er bot dem Erziehungsminister seine Dienste als „Maschinist“ oder Lehrer an. Als die Schweiz im Zweiten Koalitionskrieg zum Schlachtfeld der Großmächte wurde, brachte er sich vorübergehend in Paris in Sicherheit. Nach der Zweiten Schlacht bei Zürich erhielt er in St. Gallen eine Aushilfsstelle als Schreiber bei der Verwaltungskammer des Kantons Säntis. Auch katalogisierte er jenen Teil der Stiftsbibliothek, den die geflohenen Mönche zurückgelassen hatten. Von März bis Dezember 1800 redigierte er die in St. Gallen erscheinende Zeitung Der helvetische Volksfreund. Darin plädierte er unter anderem dafür, den Juden das Bürgerrecht zu gewähren.

## Eine„weltliche Bibel der Helvetik“

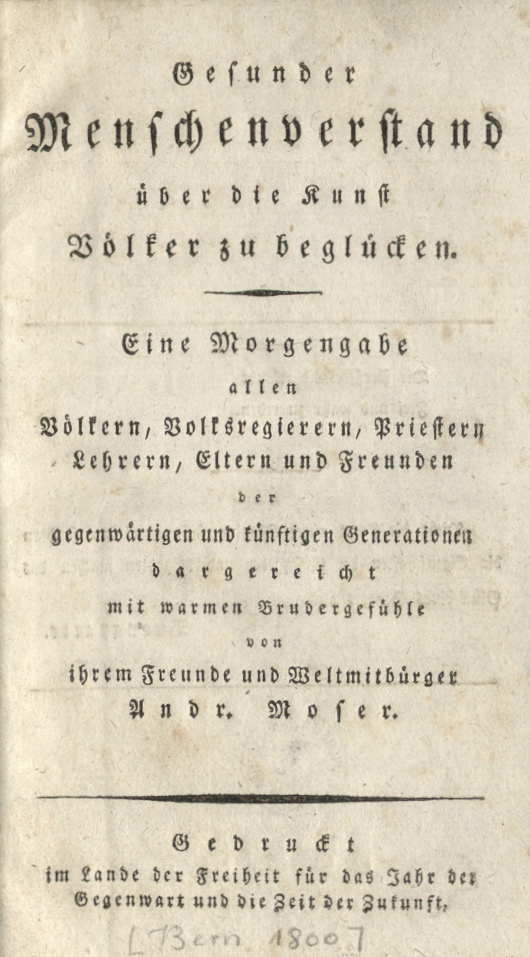
Andreas Moser: Gesunder Menschenverstand über die Kunst Völker zu beglücken. St. Gallen 1800.

Im November 1800 veröffentlichte Moser sein Hauptwerk Gesunder Menschenverstand über die Kunst Völker zu beglücken. Verlegt wurde es vom Herausgeber des Volksfreunds, Johann Jakob Hausknecht. Hanspeter Marti nannte es eine „weltliche Bibel der Helvetik“. Am meisten Raum nehmen darin das Erziehungswesen, die Religion und die (repräsentative) Demokratie ein. Man fühlt sich an Mozarts Zauberflöte erinnert, wenn Moser dem Leser verheißt, eine auf „Freiheit, Liebe, Wahrheit, Tugend, Aufklärung, Erleuchtung und Weisheit“ gegründete Verfassung werde die Menschen zu den glücklichsten Geschöpfen machen. Oder an Beethovens Fidelio, wenn er ausruft: „Freiheit! – Dieses Wort ist heilig, nächst dem Namen des grossen Gottes kennt der Mensch kein heiligeres.“
Am meisten Beachtung fand, was Moser über die Religion schrieb. Die Idee eines in die Welt eingreifenden Gottes (Theismus) ablehnend, schwankte er zwischen Pantheismus und Deismus: „Gott ist entweder die Natur, die Allheit selbst, oder er ist der Urheber der Natur, der Allheit.“ Er propagierte die Einführung einer überkonfessionellen Weltreligion und schrieb, vom Optimismus der Aufklärung erfüllt: „Wird einmal die allgemeine, reine, wahre, natürliche Religion bei allen Völkern der Erde in ihrer originellen Schönheit und Erhabenheit vollkommen gekannt seyn und ausgeübt werden, so wird ein allgemeiner Friedensbund in der ganzen Menschheit geschlossen werden können, und diesen Friedensbund wird allgemeine ungestörte Menschenliebe und allgemeine Glückseligkeit krönen.“
Der Gesunde Menschenverstand fand nach Mosers Angaben „in ganz Helvetien, und mehr noch in Deutschland“ Verbreitung. Ein Kritiker attestierte dem Verfasser nicht nur „tiefes, lebendiges Gefühl“, sondern auch „solides Wissen und scharfes Raisonnement“. Seine Schrift sei „weit entfernt von jenem metaphysischen Geschwätz, das nur leeres Stroh drischt“. Ein anderer Rezensent hingegen, der bereits Karoline von Sonneburg verrissen hatte, schrieb, dass Moser an „Schwärmerey für das Wohl der Menschheit“ leide und dass seine Vorschläge „nur quälende Wünsche erzeugen, die nimmermehr befriedigt werden können“.

## Mitbegründer der Kantonsschule in Aarau

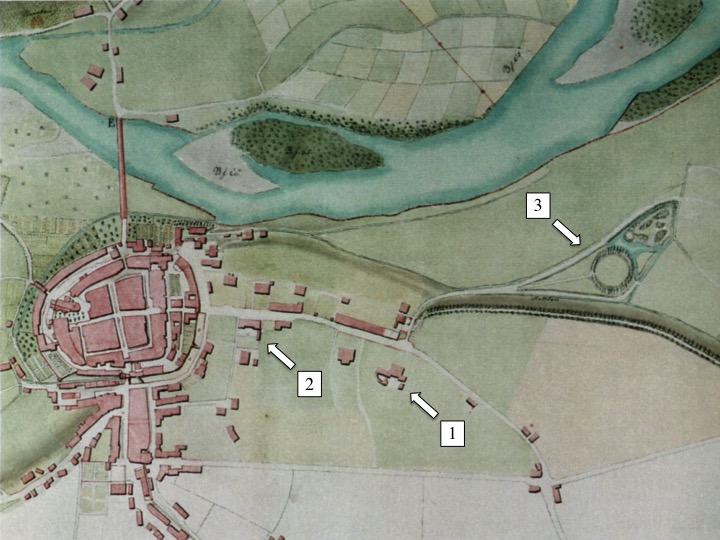
Aarau auf dem Aareplan von Samuel Kyburz, 1809. 1: Meyerhaus.
2: Kantonsschule. 3: Telliring
(von Andreas Moser konzipierter
ältester Turnplatz der Schweiz).

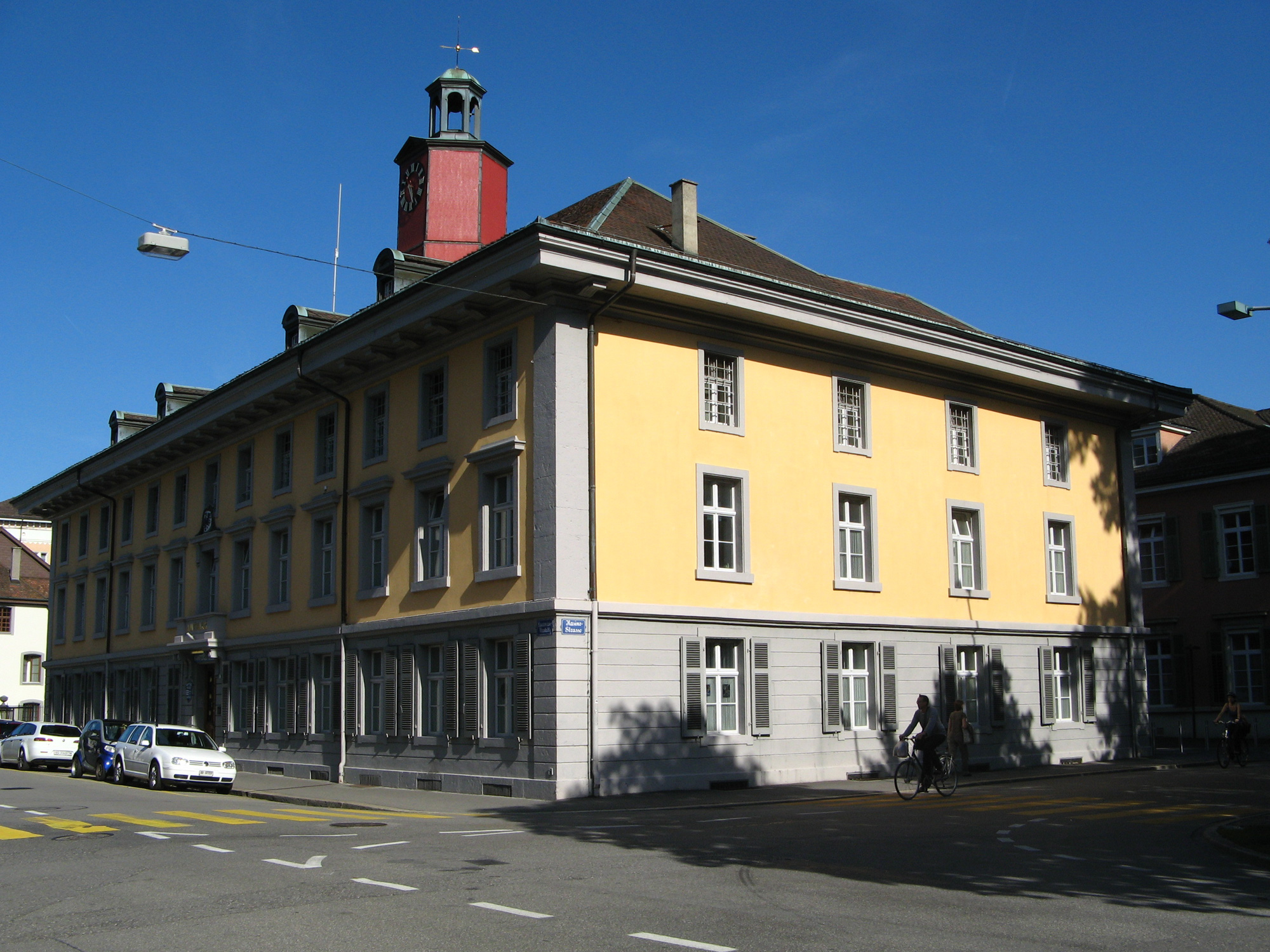
Sitz der Kantonsschule war von 1802 bis 1896 das heutige Amthaus, welches die Stadt Aarau der Schule zur Verfügung stellte.

Ende 1800 bewarb sich Moser bei Innenminister Albrecht Rengger um die Nachfolge Johann Heinrich Pestalozzis als Leiter des Kriegswaisenhauses in Stans. Der mit der Auswahl der Kandidaten betraute Stanser Pfarrer Joseph Maria Businger setzte sich nachdrücklich für ihn ein. Zur Vorbereitung auf die neue Tätigkeit ließ sich Moser von Januar bis Mai 1801 von Pestalozzi in dessen Lehrerseminar in Burgdorf ausbilden. Der Vollziehungsrat der Helvetischen Republik übernahm einen Teil der Kosten. Die Stelle eines Waisenvaters wurde aber schließlich nicht wieder besetzt.
Im Juni wurde Moser Hauslehrer und Bibliothekar bei dem Seidenbandfabrikanten und Naturforscher Johann Rudolf Meyer Sohn (1768–1825) in Aarau. In dessen Villa (Meyerhaus) hatte Pestalozzi während seiner Tätigkeit als Propagandist der Helvetischen Revolution 1798 Gastrecht genossen. Meyer hatte drei Kinder. Weil er die Herausgabe einer Enzyklopädie der Chemie vorbereitete, kaufte er ab 1790 gegen 40 000 naturwissenschaftliche Bücher zusammen. Mosers Dienste wurden aber bald auch anderweitig in Anspruch genommen: Er war an der Gründung der Kantonsschule beteiligt, die sein Arbeitgeber und dessen Freund Bergdirektor Johann Samuel Gruner (1766–1824) betrieben. Gleichzeitig führte er zusammen mit dem Unterstufenlehrer Christian Würsten an Aaraus Stadtschulen die Unterrichtsmethode Pestalozzis ein. Um Moser zu entlasten, schickte Meyer seine Söhne in Pestalozzis Erziehungsinstitut in Burgdorf.
Die Anfang 1802 eröffnete Kantonsschule sollte besonders auf „die Berufsarten des Landwirths und Kaufmanns, des Gelehrten und Staatsmannes“ vorbereiten. Als Lehrer der Landwirtschaft war Moser eine zentrale Rolle zugedacht. Daneben unterrichtete er „Zeichnungskunst in Mechanik, Architektur und Maschinenwesen“, Vokalmusik und Gymnastik. Für den Gesangsunterricht veröffentlichte er ein Liederheft mit dem Motto: „Wer arbeitet und sich seines Lebens freut, der ehret Gott.“ Neben Freimaurerliedern enthält es auch eine Übersetzung des Revolutionslieds Ah! ça ira, das zum Aufhängen der Aristokraten aufruft. Mit dem Telliring schuf Moser den ältesten Turnplatz der Schweiz – Jahre vor den entsprechenden Anlagen von Turnvater Jahn in Berlin (1811) und von Phokion Heinrich Clias in Bern (1817). Der Präsident der Kantonsschulkommission (Lehrerkonferenz), Georg Franz Hofmann, zählte zu seinen Freunden.

## Zielscheibe einer Hetzkampagne

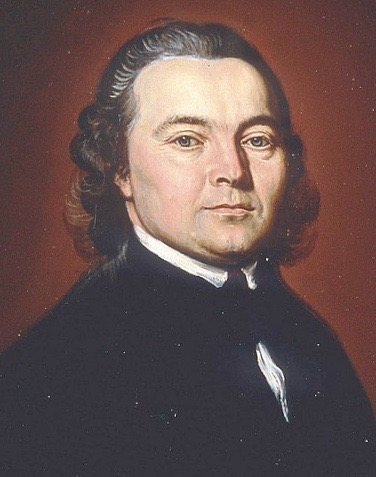
Joseph Reinhart: Pfarrer Johann Jakob Pfleger, 1788.

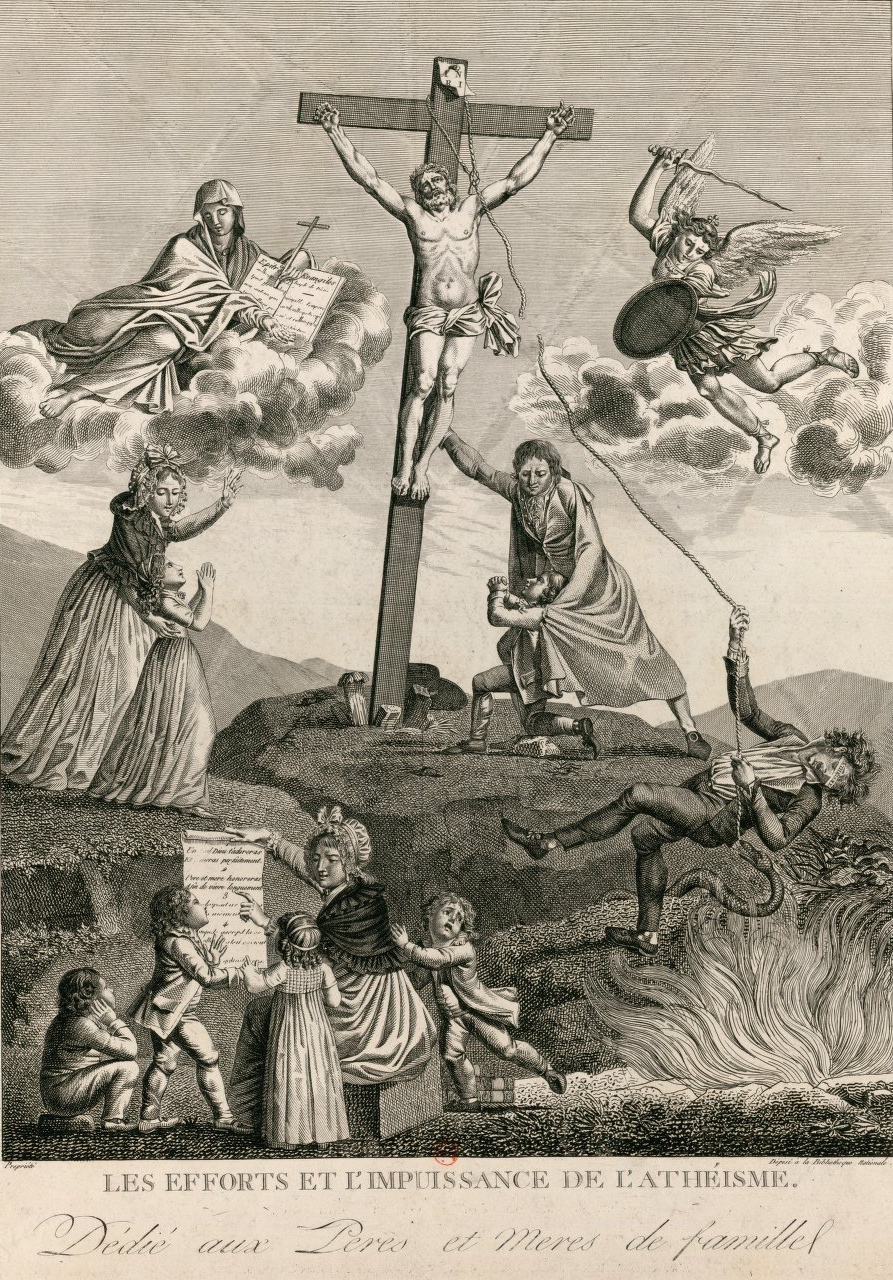
Religion als politische Waffe: Warnung vor Atheismus, Paris 1797.

Im Oktober 1801 hatten sich in der Helvetischen Republik die Föderalisten (Anhänger des Ancien Régime) an die Macht geputscht. Nach dem Gegenputsch der Unitarier im April 1802 wurde den Stimmberechtigten am 2. Juni eine neue Verfassung vorgelegt. Dabei bekannten sich die Kantone Aargau und Baden zum Einheitsstaat. Am selben Tag hob der Kleine Rat der Helvetischen Republik die von den Föderalisten eingeführte Zensur auf. Dies ermöglichte es Aaraus erstem Pfarrer Johann Jakob Pfleger (1746–1819), eine Woche später ein Pamphlet zu veröffentlichen, das wie eine Bombe einschlug. Darin bezeichnete er Moser als Haupt einer Verschwörung von Illuminaten, die ein neues Heidentum einführen wollten, ja als Antichrist. Dies, obwohl der Angegriffene an seiner neuen Wirkungsstätte nicht für seine religiösen Überzeugungen geworben hatte.
Im anschließenden Moserhandel wichen Aaraus Patrioten der Gretchenfrage aus, wie sie es mit dem Christentum hielten. Moser selbst schwankte in seiner Antwort an Pfleger zwischen Verteidigung und Gegenangriff. Nur vom liberalen Politiker und Publizisten Paul Usteri (1768–1831) erhielt er Unterstützung. Glaubenseiferer verwüsteten den Gemüsegarten von Mosers Freund Würsten und fällten am Telliring Bäume. Die Gegenpartei suchte Pfarrer Pflegers Garten heim. Schließlich ließ man Moser fallen, um den Weiterbestand der Kantonsschule zu sichern. Es handelte sich nicht um den einzigen Fall von Ketzerverfolgung in der Helvetik: Andere Opfer waren die Deisten Johannes Frey (1743–1800) in Basel und Kaspar David Hardmeyer (1772–1832) in Zürich.
Die wahre Verschwörung kam ans Licht, als im September 1802 die Konterrevolution gegen die Helvetische Republik (Stecklikrieg) losbrach: Auf diesen Volksaufstand hatte Berns Aristokratie mit Hilfe in England angelegter Staatsgelder von langer Hand hingearbeitet. Bei der Landbevölkerung war die Stimmung seit dem Juni gekippt, weil die Regierung mangels Einigkeit über ein neues Steuersystem wieder die seit 1798 nicht mehr eingezogenen Zehnten erheben ließ. An Leib und Leben bedroht, floh Moser nach München. Die Familie Meyer transferierte ihre Fabrik und ihr Vermögen nach Bayern, wo Kurfürst Max Joseph und sein Minister Montgelas radikale Reformen durchführten. In der Folge wurden alle Kantonsschullehrer der revolutionären Periode vertrieben, die meisten von ihnen verließen Aarau. Trotzdem spendete Moser der Stadt in einer Nachschrift zur zweiten Auflage des Gesunden Menschenverstands hohes Lob.

## Todesanzeige mit Zensurlücke

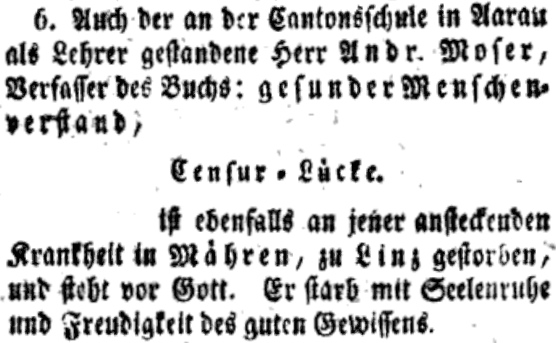
Todesanzeige mit Zensurlücke.
Der aufrichtige und wohlerfahrne Schweizer-Bote, 28. Februar 1806.

In München fand Moser Beschäftigung an der Militärakademie, deren Direktor Oberst Friedrich Freiherr von Schwachheim mit seinem früheren Arbeitgeber Meyer verschwägert war. Dieses Arbeitsverhältnis endete spätestens im Juli 1805, als die Akademie in ein Kadettenkorps umgewandelt und Schwachheim in den Ruhestand versetzt wurde. In der erwähnten Nachschrift zum Gesunden Menschenverstand deutete Moser an, dass er bei der Abfassung in einer bedrängten Lage war und keine Zeit für schriftstellerische Arbeiten hatte. Die Stellensuche dürfte ihm dadurch erschwert worden sein, dass Kaiser Franz II. im September 1805 das mit Frankreich verbündete Bayern überfiel. Als Napoleon dann die Kaiserlichen bei Ulm und Austerlitz besiegte, scheint Moser im Gefolge der Franzosen nach Österreich gezogen zu sein.
Nach der Schlacht bei Austerlitz brach eine Typhusepidemie aus. Im Zusammenhang damit meldete Heinrich Zschokke am 28. Februar 1806 in seinem Blatt Der aufrichtige und wohlerfahrne Schweizer-Bote: „Auch der an der Cantonsschule in Aarau als Lehrer gestandene Herr Andr. Moser, Verfasser des Buchs: gesunder Menschenverstand, — Censur-Lücke. — ist ebenfalls an jener ansteckenden Krankheit in Mähren, zu Linz gestorben, und steht vor Gott. Er starb mit Seelenruhe und Freudigkeit des guten Gewissens.“ Singulär an dieser Todesanzeige ist die vier Zeilen lange Zensurlücke. Offenbar verhinderte die damalige konservative Regierung des Kantons Aargau, dass die Verfolgung Mosers wegen des Gesunden Menschenverstands Erwähnung fand. In den Archiven von Linz ist Mosers Tod nicht verzeichnet. Der Verfasser eines 1810 in München erschienenen Nachrufs kannte die im Ausland veröffentlichten Schriften Mosers nicht, rühmte diesen aber: „Er war Musiker, auch mehrerer Sprachen kundig, und vorzüglich ein guter Mechaniker und Technolog.“
Der Gesunde Menschenverstand wurde im konservativ gewordenen Bayern 1835 beschlagnahmt. Eine Neuauflage erlebte der Moserhandel im Straußenhandel von 1839: Damals benützten die Konservativen die Berufung des aufgeklärten deutschen Theologen David Friedrich Strauß an die Universität Zürich, um im Züriputsch die liberale Kantonsregierung zu stürzen. Die Säuberung der Kantonsschule in Aarau beschönigte man später. Der Geschichte der Schule gewidmete Veröffentlichungen übernahmen die Deutung der Ereignisse durch die Sieger. Die Beschäftigung mit Aaraus Turnwesen ließen Ernst Zschokke und Carl Günther als Erste der Biografie Mosers nachgehen. Die Wiederentdeckung des Gesunden Menschenverstands und seines Autors durch den linksfreisinnigen Historiker Alfred Rufer (1885–1970) blieb unbeachtet. Der Heimatforscher Paul Erismann tat den Gesunden Menschenverstand als „Machwerk eines Wirrkopfs“ ab.

## Schriften
- Der Künstlerfreund, ein Buch für Chemiker, Mechaniker, Oekonomen, Baumeister, Kupferstecher, Mahler, Bildhauer, Lackirer, Drechsler, Instrumenten- und Geigenmacher, Gold-, Silber- und andere Metallarbeiter, Tischler, Zimmerleute, Steinhauer und dergleichen Künstler und Handwerker, herausgegeben von einem Künstlerfreunde. Christoph Peter Rehm, Wien 1793 (Spätere Ausgaben erschienen unter Mosers Namen.)
- Karoline von Sonneburg oder die Maskerade im Königssaale. Ein dramatisches Gemälde. Christoph Peter Rehm, Wien 1797. (Digitalisat)
- Der helvetische Volksfreund. Johann Jakob Hausknecht, St. Gallen (Digitalisat), März bis Dezember 1800.[55]
- Gesunder Menschenverstand über die Kunst Völker zu beglücken (…) gedruckt im Lande der Freiheit für das Jahr der Gegenwart und die Zeit der Zukunft. (Johann Jakob Hausknecht, St. Gallen[56] 1800); 2. Auflage, (Huber & Co., St. Gallen) 1807 (neu gesetzt und paginiert, leicht verändert, mit einer Nachschrift an meine Leser). (Digitalisat)
- Lieder zur Aufmunterung zur Tugend, zur Beförderung menschlicher Geselligkeit, zur Erhöhung der Freuden und zur Belebung des beglückenden Frohsinns. Erstes Heft (mehr nicht erschienen), Aarau 1802.
- Der Kampf eines Laien mit einem Priester, oder Vertheidigung und Beleuchtung des gesunden Menschenverstandes gegen den erklärten Feind desselben Johann Jakob Pfleger, ersten Pfarrer in Aarau. Helvetien (Bern[57]) 1802. (Digitalisat)
- Vertheidigung von Andreas Moser, gewesenen [sic] Lehrer in der Kantons-Schule zu Arau [sic], gegen J. J. Pfleger, Lehrer der christlichen Religion. Als zweite Auflage. Von einem seiner Freunde, theils abgekürzt, theils mit Anmerkungen und Berichtigungen herausgegeben ohne Mosers Wissen. (Aarau 1802.)